# Festival international de musique baroque de La Valette
Le Festival international baroque de La Valette est l'un des plus grands festivals de musique de Malte. Il est fondé par son actuel directeur artistique, Kenneth Zammit Tabona, en 2013. La programmation se concentre sur la musique baroque et ancienne.

## Histoire
Depuis sa création en 2013, le Festival international baroque de La Valette se tient chaque année en janvier et est organisé par la direction du Théâtre Manoel. Les concerts et représentations d'opéra sont présentés dans plusieurs bâtiments baroques de la ville de La Valette.
Parmi les artistes qui se sont produits au festival figurent Mahan Esfahani, Philippe Herreweghe, Christophe Rousset, and Jordi Savall,,.
Le 26 janvier 2017, pendant le festival, le Concertino pour guitare, clavecin et orchestre de Reuben Pace est créé au Théâtre Manoel sous le slogan Inspiré par le baroque avec l'Orchestre philharmonique de Malte sous la direction de Michelle Castelletti ainsi que les solistes Johanna Beisteiner (guitare) et Joanne Camilleri (clavecin). Il s'agit de la première avant-première du Festival international baroque de La Valette et cela marque une expansion artistique du programme du festival vers des œuvres contemporaines inspirées de la musique baroque.